# Arquipélago japonês

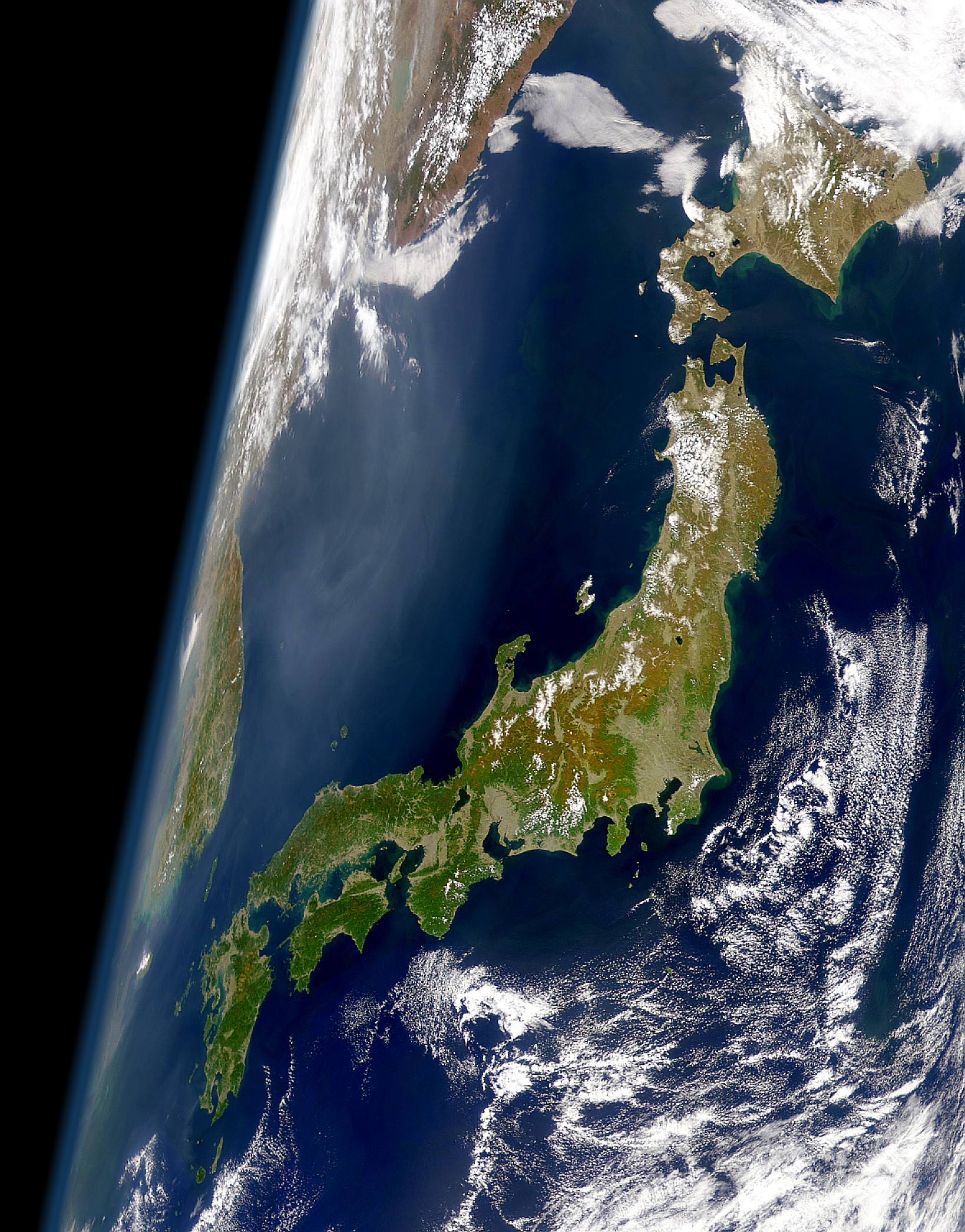
Vista de satélite do arquipélago.

O arquipélago japonês que forma o Japão é composto por muitas centenas de ilhas, sendo as cinco principais Honshu, Shikoku, Kyushu, Hokkaido e Sacalina (a última sendo parte da Federação Russa); o resto do arquipélago é formado por mais de três mil ilhas localizadas entre o mar de Okhotsk a norte, o Oceano Pacífico a leste e a sul e o Mar da China Oriental e o mar do Japão a oeste. Através do mar do Japão e do Mar de Okhotsk, contacta com a Rússia, o Estreito da Coreia, a sudoeste, fornece ligação à Coreia do Sul, e na extremidade sul das ilhas Ryukyu (Okinawa) aproxima-se de ilha de Taiwan. A maior parte das ilhas é montanhosa, com muitos vulcões. O Monte Fuji, a montanha mais alta do Japão, por exemplo, é um vulcão.